# Dibattito sull'interruzione di gravidanza

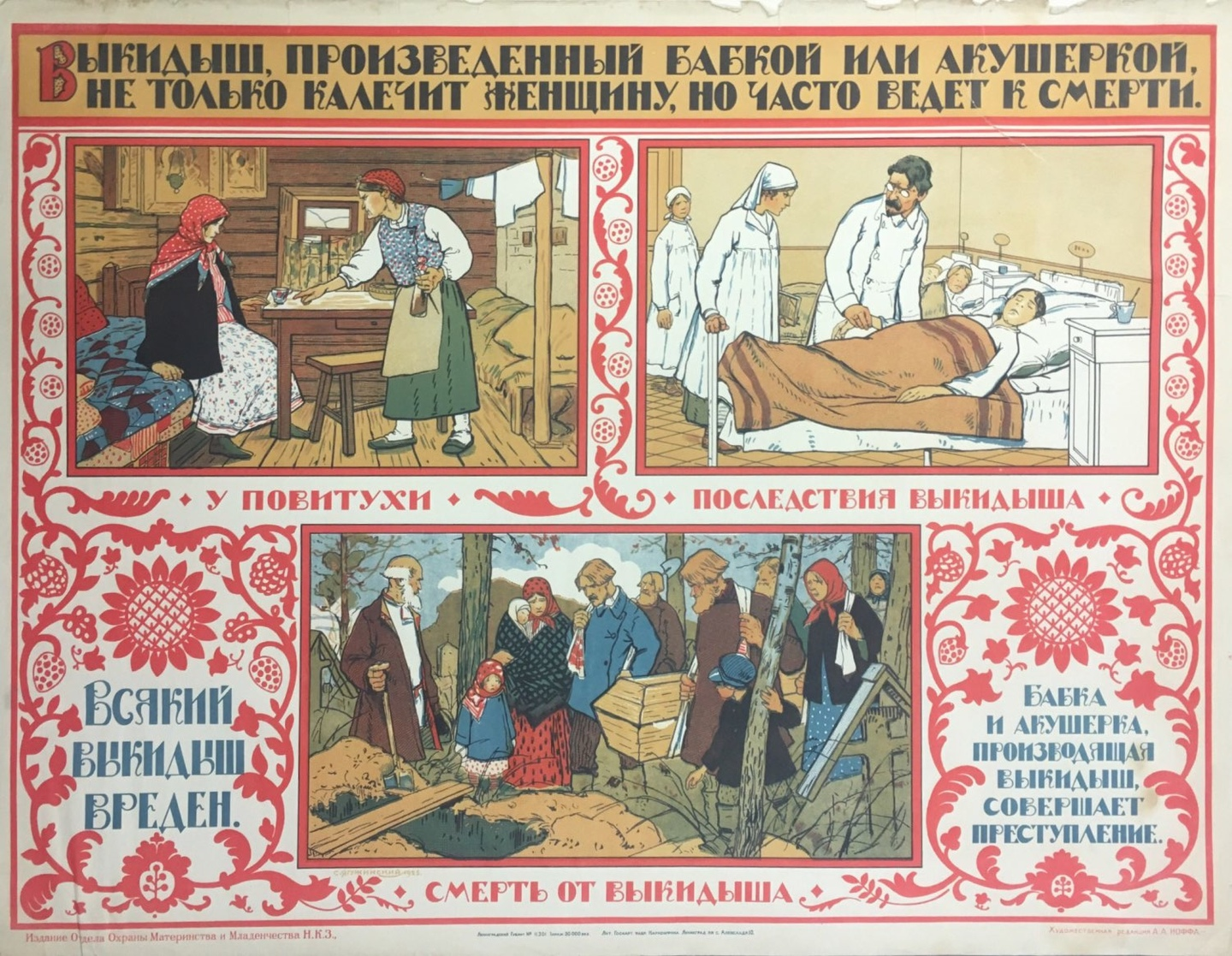
Poster sovietico del 1925. Traduzione della scritta superiore: "Gli aborti praticati da levatrici qualificate o autodidatte non solo menomano la donna, ma possono condurre alla sua morte". Didascalia dell'immagine superiore sinistra: "Visita da una levatrice autodidatta". Didascalia dell'immagine superiore destra: "Conseguenze di un aborto". Didascalia dell'immagine inferiore: "Morte causata da un aborto". Testo in basso a sinistra: "Qualsiasi aborto conduce alla morte". Testo in basso a destra: "Qualsiasi levatrice qualificata o autodidatta che pratichi un aborto commette un crimine".

In numerosi Stati è attivo un dibattito sull'opportunità di consentire per legge l'interruzione volontaria della gravidanza (detta generalmente, per metonimia, "aborto").
In genere, nella legislazione, la legittimità dell'aborto volontario viene contemplata solo a determinate condizioni che solitamente includono la libera scelta della donna e il fatto che la gravidanza si trovi ancora nel primo o secondo trimestre. Ulteriori condizioni sono presenti a seconda della legge.

## Il dibattito sull'aborto

### Le tesi a favore dell'aborto volontario
I motivi che portano chi è favorevole alla legalizzazione dell'aborto a questa posizione sono variegati.
Il primo argomento riguarda lo statuto del feto. Molti autori a favore dell'aborto si rifanno ad una concezione funzionalista della persona, ovvero l'idea che la persona sia un essere in grado di manifestare determinate capacità mentali, come il pensiero, l'autocoscienza o la capacità di avere dei desideri, oppure che possegga gli organi necessari alla manifestazione di queste capacità, come un cervello funzionante. Alcuni autori optano per una singola capacità, altri ritengono che la persona debba essere in grado di manifestare molteplici capacità contemporaneamente. Da ciò ne consegue che né l'embrione, né il feto, né alcuni esseri umani nati andrebbero considerati persone. Non essendo persone, non godono nemmeno dei diritti fondamentali e pertanto possono essere soppressi, se questo comporta un beneficio per chi  persona. Inoltre, viene fatto notare che l'embrione, fino al momento della gastrulazione, non solo non è persona, ma non può essere considerato nemmeno un individuo, in quanto può ancora scindersi in due gemelli.
Un'altra linea argomentativa prescinde dalla questione dello statuto dell'embrione. Ci si chiede se, anche qualora considerassimo l'embrione una persona, la donna non sia comunque legittimata ad abortire. Rifacendosi spesso all'analogia del violinista di Thomson, si sostiene che nessuno può essere obbligato ad usare il proprio corpo per la sopravvivenza di un'altra persona. Pertanto la donna ha il diritto di separarsi dall'embrione, quando lo desidera. Il fatto che l'embrione e il feto non riescano a sopravvivere senza il suo corpo, non la obbliga a usare il suo corpo come puro mezzo di sostentamento di cui unico scopo la formazione di un altro individuo, esattamente come nessuno è obbligato a donare il sangue o gli organi per salvare la vita di un altro simile.
Va inoltre menzionata la presenza di una ricca riflessione sull'aborto in ambito femminista. Nel mezzo di una pluralità di idee possono essere evidenziate due posizioni principali. La prima considera l'aborto come uno strumento di emancipazione femminile, la quale passa anche attraverso il controllo della riproduzione e della generazione. Nella discussione sulla moralità e la legalità dell'aborto non si può infatti prescindere dalla considerazione del contesto sociale in cui le donne si trovano, un contesto che le autrici femministe considerano oppressivo e discriminatorio. L'aborto è quindi uno dei mezzi in cui questa battaglia politica e sociale per l'emancipazione femminile può esprimersi e dal quale non può prescindere. La seconda, ispirata prevalentemente all'etica della cura, si concentra sul concetto di relazionalità. Facendo notare che la donna e il feto sono intimamente legati da una relazione biologica non paragonabile ad altre ed enfatizzando l'unilateralità della loro relazione, questa posizione sottolinea che solo le relazioni di cura che hanno qualche grado di reciprocità hanno un valore morale e che, in qualsiasi caso, nessuno può essere obbligato a rimanere all'interno di una relazione di cura non desiderata, sia perché in questo modo rischierebbe di compromettere relazioni significative con altre persone, sia perché non va trascurata la cura verso se stessi. Inoltre, il valore del feto non può essere considerato in senso universale, in quanto è deciso dalla donna stessa in base alla sua volontà e capacità di accoglierlo e prendersene cura. L'aborto pertanto rappresenta una scelta di responsabilità da parte della donna, sia verso se stessa, sia verso le persone che sono in relazione con lei e verso il feto, il quale andrebbe messo al mondo solamente in condizioni da permettergli di vivere una vita adeguata.
A livello legislativo, si va da posizioni più moderate, secondo cui l'aborto dovrebbe essere permesso solo nel primo trimestre per problemi di salute e, semmai, successivamente solo in caso di malformazioni fetali, a posizioni più ampie, secondo cui l'aborto dovrebbe essere sempre permesso su richiesta della donna.
Infine, chi è a favore dell'aborto volontario sostiene che molte gravidanze indesiderate, e quindi a rischio di aborto, non avrebbero luogo se venissero attivate delle serie politiche di educazione sessuale e di educazione alla contraccezione. Si ritiene che il calo degli aborti volontari sia anche e particolarmente dovuto alla legittimazione della contraccezione e alla sua diffusione, anche se in realtà questa diffusione risulta tuttora piuttosto limitata, in particolare in Italia così come in molti altri paesi in particolare sottosviluppati o in via di sviluppo. Altre misure in tal senso sono state sperimentate anni fa, quale ad es. l'istituzione dei distributori automatici di profilattici, che oltre a impedire gravidanze indesiderate evitano il diffondersi di malattie sessualmente trasmissibili. Si sostiene quindi la necessità di inserirli anche in alcuni locali o punti di ritrovo, come le discoteche o i pub, o anche nelle scuole. Questa iniziativa tuttavia ha suscitato molte polemiche e non ha avuto particolare sviluppo.

### Le tesi contrarie all'aborto volontario
Chi è contrario all'aborto sostiene che l'embrione sia persona fin dalla fecondazione in quanto esso è un individuo, distinto dai genitori, che possiede una natura razionale (o morale). Con natura razionale non si intende indicare la presenza di una qualche capacità in atto, ma la presenza di un essere che, in virtù di ciò che è (ovvero della sua natura), è in grado di sviluppare tutte le capacità che solitamente associamo alle persone. Secondo questa concezione, che prende il nome di sostanzialismo, la persona non coincide né con la propria mente, né con il proprio genoma, ma con il proprio corpo o il proprio organismo, il quale ha uno specifico sviluppo regolato dal suo genoma. In altre parole, si tratta di un essere che, in virtù della sua ontologia, è in grado di sviluppare una serie di capacità complesse, ma che non è comunque riducibile ad esse. Ogni essere umano, fin dall'inizio della sua esistenza, possiede questa natura razionale, anche se esso non è ancora in grado, o non è più in grado, di manifestarla pienamente. La formazione del genoma al termine del processo di fecondazione è l'indice della presenza del nuovo individuo e viene identificato come l'unico momento, durante il processo di sviluppo, che crea una cesura con ciò che c'era prima, in quanto «una volta che il processo è cominciato, non c'è una particolare fase del suo sviluppo che sia più importante di un'altra; tutte sono parte di un processo continuo».
Anche tra chi è contrario all'aborto esiste comunque una pluralità di idee e sfumature. Ad esempio, tra coloro che identificano l'inizio della vita di una persona con la fecondazione, c'è chi si riferisce all'inizio della fecondazione e chi alla fine della fecondazione, ovvero alla formazione dello zigote. Inoltre, una minoranza di coloro che si oppongono all'aborto preferisce spostare l'inizio della vita individuale al momento della gastrulazione, a circa due settimane dalla fecondazione, in quanto questo è il momento in cui cessa la possibilità di gemellazione.
Per quanto riguarda il conflitto di interessi con la madre, vengono fatte varie osservazioni, spesso in risposta all'esperimento mentale del violinista di Thomson. Sono in particolare evidenziate: la speciale relazione tra la madre e il feto che impone alla prima di prendersi cura di quest'ultimo, esattamente come una madre deve prendersi cura dei suoi figli nati; la vulnerabilità del feto che è stato posto in condizione di bisogno da un atto compiuto dalla donna stessa e dall'uomo con cui ha avuto un rapporto sessuale, rimarcando però che la donna è l'unica persona che può prendersene cura in questa fase, per motivi biologici; l'idea che la libertà di usare il proprio corpo sia limitata quando essa comporta un danno a terzi, specialmente se sproporzionato al beneficio (in particolare, si ritiene che il peso di nove mesi di gravidanza non sia sufficiente a giustificare l'aborto); infine, per coloro che si rifanno al diritto alla vita, uccidere intenzionalmente un essere umano innocente è sempre moralmente sbagliato, in quanto il diritto naturale alla vita è inviolabile e sovrasta qualsiasi altro tipo di diritto, tra cui anche l'autonomia personale.
Va infine menzionata la presenza di posizioni prolife anche all'interno del movimento femminista. Queste autrici, in parte rifacendosi all'etica della cura, sostengono che l'aborto sia una risposta mascolina al problema della gravidanza indesiderata. L'aborto è qui visto come una pratica che cerca di risolvere un problema sociale tramite la violenza verso un essere vulnerabile e dipendente, invece che rispondere alla sua presenza tramite l'empatia e un atteggiamento di cura, tipiche dell'etica femminista. Lungi dal manifestare una preoccupazione per la vulnerabilità dell'altro, l'aborto diventa qui un nuovo strumento di oppressione verso un gruppo di esseri umani trascurati dalla società, come se l'emancipazione della donna dovesse necessariamente passare attraverso l'oppressione di un altro gruppo sociale vulnerabile. Inoltre, viene sottolineato che la nostra vita è costituita anche da relazioni che noi non scegliamo, come quella con i nostri genitori, ma anche, in parte, qualsiasi altra relazione, in quanto è sempre presente una componente di casualità nelle persone che incontriamo nella nostra vita. Queste relazioni tuttavia sono comunque significative e sono dovute all'ineliminabile componente sociale della vita umana e all'interdipendenza di tutti gli esseri umani, non caratterizzabili come esseri avulsi dal contesto sociale e dalla relazione con gli altri.
Questa posizione morale solitamente si riflette a livello giuridico con il divieto assoluto, o con ristrette eccezioni, di praticare l'aborto. Una posizione intermedia sostiene che esista un bilanciamento fra diritti costituzionali di pari rango della madre e del nascituro, che possono parzialmente venire a trovarsi in contrapposizione. La legge riserva una tutela dei diritti del nascituro progressivamente crescente con l'approssimarsi del suo termine naturale, secondo il principio del favor minoris che informa l'intero diritto minorile,  e, più in generale, della tutela della parte debole (minus habens). Anche in quest'ottica, in varie legislazioni solamente l'aborto è consentito entro un certo numero di mesi dall'inizio presumibile della gravidanza, corrispondenti a un certo stadio di sviluppo del feto clinicamente accertabile.
Talvolta, l'opposizione all'aborto è accompagnata anche ad una visione negativa della contraccezione, o a determinati tipi di contraccezione. Alcuni prolife su questo argomento si rifanno all'Evangelium vitae, dove Giovanni Paolo II sostenne che i presupposti teorici della contraccezione fossero i medesimi dell'aborto, riferendosi in particolar modo a quei metodi che non impediscono solamente la fecondazione, ma anche l'impianto (pillola del giorno dopo, spirale).

## Aborto e religioni
La posizione delle religioni maggiori rispetto all'interruzione volontaria di gravidanza è solitamente di condanna, seppure alcune di esse lo ritengano accettabile in circostanze più o meno limitate. La posizione delle religioni minori è più variegata.
- Fra gli ebrei, pur rifacendosi ai testi della Bibbia contrari all'aborto (soprattutto Esodo 21, 22-25[21]) e ad una prassi attestata già da Flavio Giuseppe, c'è una qualche accettazione dell'aborto nelle prime quattro settimane, ma solo nel caso di pericolo per la salute della madre. Gli aborti terapeutici devono essere autorizzati caso per caso.
- La posizione degli ortodossi è da sempre contraria all'aborto,[22] tenendo fermi i riferimenti biblici contrari all'aborto (p.es. Esodo 21, 22-25[23]) e confermandoli già in testi non-canonici del I secolo d.C. come la Didaché, la Lettera di Barnaba e l'Apocalisse di Pietro[non chiaro] e infine il canone 91 del Concilio in Trullo, ritenendo che "l'uomo è fatto ad immagine di Dio al momento del concepimento". Tuttavia, seguendo Basilio[non chiaro], non si esclude che lo si debba praticare nel caso di pericolo per la vita della madre (come caso di eccezione).
- Analoga a quella ortodossa è la posizione dei cristiani delle Chiese ortodosse orientali.
- I cattolici, sulla base di riferimenti scritturali e apostolici, hanno sempre considerato la vita un bene non disponibile, in quanto considerata un dono da parte di Dio all'uomo, e dunque un bene in sé di cui all'uomo non è dato disporre: ne consegue che l'aborto, in quanto scelta volontaria dell'uomo volta a impedire lo sviluppo della vita, equivale ad un omicidio ed è considerata peccato mortale gravissimo, in quanto con questa scelta l'uomo si contrappone arbitrariamente alla volontà di Dio. Allo stesso modo i cosiddetti metodi di contraccezione d'emergenza, che impediscono l'annidamento del concepito nell'utero materno, vengono considerati abortivi perché impediscono lo sviluppo iniziale della vita del nascituro.[24] Papa Giovanni Paolo II ha spiegato la posizione cattolica nell'enciclica Evangelium Vitae, specialmente nei numeri 58-63 e 68-74. La Congregazione per la Dottrina della Fede, guidata dall'allora prefetto cardinale Joseph Ratzinger, divenuto in seguito papa Benedetto XVI, ha affermato che è lecito, al di fuori di una gravidanza (quindi, senza che si produca un aborto), eseguire l'asportazione dell'utero (isterectomia), in seguito a grave danneggiamento dello stesso (ad esempio, a causa di un precedente parto naturale o cesareo), nel caso in cui esso rappresenti un grave pericolo attuale per la vita o la salute della donna.[25]
- Gli anglicani non hanno definito una posizione ufficiale sul momento a partire dal quale la vita in sviluppo nell'utero è una persona umana, e quindi santa e titolare del diritto alla vita. Solo una minoranza condivide la posizione cattolica mentre la maggioranza applica i principi di contestualizzazione tipici dell'etica anglicana nei casi di conflitto fra i diritti di persone differenti; di conseguenza, fra gli anglicani prevale l'idea che in certi casi, definiti secondo i principi succitati, l'aborto è moralmente giustificabile. (cf. Lambeth Conference Report, 1930, 16 & 1978, 10).
- Quanto ai protestanti, Lutero e Calvino sostennero che anima e corpo esistono immediatamente al momento del concepimento, mentre Melantone affermò che l'anima è data da Dio solo dopo che il corpo è formato. Oggi, tuttavia, molte delle chiese più diffuse accentuano l'importanza delle circostanze uniche che ciascuna decisione di aborto ha sulle responsabilità di chi deve scegliere, in particolare la donna, riconoscendo che il conflitto morale sull'aborto sia tragico ed ambiguo e comunque di responsabilità personale. Di conseguenza alcune Chiese condannano l'aborto,[26] mentre altre lo accettano.[27]
- i Testimoni di Geova ed altre confessioni cristiane rimangono profondamente contrari all'aborto
- I musulmani consentono l'uso di pillole del giorno dopo e ogni pratica contraccettiva antecedente l'impianto dell'ovulo fecondato nell'utero. Ed è altresì concesso l'aborto nel caso di rischi sanitari della madre di estrema gravità. Ma in generale se si ha coscienza di essere incinta l'aborto è proibito anche in caso di stupro.[28]
- Nelle centinaia di correnti religiose dell'induismo la regola è per il no. Tuttavia si registra una certa tolleranza per i trasgressori.
- Nel buddhismo l'aborto è vietato da quasi tutti i testi e tradizioni perché considerato una violenza nei confronti di un essere vivente e senziente (tranne alcuni testi che non considerano l'embrione "senziente").[senza fonte] Il XIV Dalai Lama, però, pur essendo contrario in linea di principio, si è espresso a favore di una valutazione "caso per caso" e della scelta del "male minore".[29] Data l'esistenza di diverse forme di buddismo, non esiste un'attitudine univoca nei confronti dell'aborto.[30]